# ИТП
Истребитель Тяжелый Пушечный (ИТП) — опытный советский одномоторный поршневой истребитель-моноплан, созданный в ОКБ Н. Н. Поликарпова в 1941 году.  Предназначался для охраны бомбардировщиков и перехвата, а также атаки наземных бронированных целей. Основан на предыдущих разработках Поликарпова — И-173 и И-200. Последний (И-200), завершён Микояном и Гуревичем в моделях МиГ-1 и МиГ-3.
Проектирование началось в октябре 1940 г.
Первый прототип ИТП М-1 был построен в октябре 1941 года. Наступление немцев заставило эвакуировать прототип вместе с 51-м заводом (Поликарпова) в Новосибирск, где завод был размещён в здании гаража Облтранса. М-1 совершил первый полёт 23 февраля 1942 года с двигателем М-107П мощностью 1230 кВт (1650 л.с.) хотя первоначально предполагалось использовать двигатель АМ-37П. Двигатель был признан ненадёжным и заменён на М-107А в конце 1942 года.
Несмотря на проведенные ранее статические испытания (с разрешения заместителя наркома авиационной промышленности А.С.Яковлева испытания основных агрегатов (моторамы, шасси, хвостового оперения , консолей и фюзеляжа с центропланом) проводились по сокращенной программе до 67 % разрушающей нагрузки с последующим замером деформаций) и полученное в 1942 году разрешение НКАП на проведение заводских летных испытаний ИТП (М-1), своим приказом от 13 июля 1943 года заместитель наркома авиационной промышленности А.С. Яковлев  потребовал провести статические испытания ИТП (М-1): «Ввиду того, что ранее проведенные статические испытания самолета ИТП с нагрузкой до 67% расчетного значения нагрузки недостаточно по заключению ЦАГИ для суждения об истинной прочности самолета, предлагаю провести полные статические испытания самолета ИТП с нагрузкой до 100% расчетного значения». Эти испытания были успешно завершены лишь к 20 октября. Самолет выдержал 100% расчетной нагрузки. При этой нагрузке разрушающих деформаций ни в одном из элементов конструкции самолета не было выявлено. Однако летать после таких испытаний на самолете было нельзя, и лётные испытания не были завершены.
Второй прототип ИТП М-2 построен в 1942 году. Первоначально на нем стоял двигатель АМ-37, который позднее был признан ненадёжным и заменён на АМ-39 мощностью 1345 кВт (1800 л.с.) в декабре того же года. Первый полёт — 23 ноября 1943 года.
К середине июня 1944 года были получены максимальная скорость полета у земли — 540 км/ч (600 км/ч на форсаже), на высоте 2500 м — 570 км/ч (650 км/ч на форсаже) и на высоте 5000 м — 560 км/ч. Практический потолок составлял 11 500 м. Время подъема на высоту 5000 м — 6 мин. Из-за недоведенности мотора летные данные самолета определялись только на первой скорости нагнетателя. При этом полученные на номинальном режиме скорости оказались ниже расчётных. Однако летные данные ИТП (М-2), фактически полученные на форсаже, хорошо совпадали с расчетными значениями до 1-й расчетной высоты для форсажного режима работы мотора. Это обстоятельство вселяло уверенность в получении на 2-й расчетной высоте максимальной скорости около 690—700 км/ч.
Предварительные испытания показали, что ИТП обладал существенно лучшими огневыми характеристиками, чем Ил-2.
Проблемы с двигателями М-107 и АМ-39 сильно тормозили разработку. Все работы были остановлены после смерти Поликарпова в июле 1944 года.

### Вооружение
- На ИТП М-1 с мотором М-107П стояли: мотор-пушка конструкции Б. Г. Шпитального калибра 37 мм Ш-37 (50 снарядов), две синхронные пушки ШВАК калибра 20 мм (400 снарядов). Вес секундного залпа - 5,05 кг.
- На ИТП М-1 с мотором М-107А стояли: мотор-пушка конструкции Б. Г. Шпитального калибра 37 мм МП-37 (45 снарядов), две синхронные пушки ШВАК калибра 20 мм (300 снарядов). Вес секундного залпа - 5,31 кг.

В перегрузку предусматривалась подвеска на 2 держателях до 500 кг бомб.
- На ИТП М-2 с мотором АМ-37(АМ-39) стояли 3 синхронные пушки ШВАК (550 патронов). Секундный залп составлял 3,37 кг. В перегрузку под крылом допускалась подвеска 400 кг бомб или 8 ракетных орудий РО-82.

## Тактико-технические характеристики
Приведённые ниже характеристики соответствуют модификации с двигателем АМ-39:

### Технические характеристики
- Экипаж: 1 человек
- Длина: 9,20 м
- Размах крыла: 10,0 м
- Высота: 2,65 м
- Площадь крыла: 16,5 м²
- Масса пустого: 2 910 кг
- Нормальная взлетная масса: 3 570 кг
- Двигатели: 1× 12-цилиндровый жидкостного охлаждения АМ-39
- Мощность: 1× 1800 л.с. (1345 кВт)

### Лётные характеристики
- Максимальная скорость:
  - у земли: 540 км/ч
  - на высоте: 655 км/ч
- Практическая дальность: 980 км
- Практический потолок: 11 500 м
- Скороподъёмность: 13,9 м/с
- Нагрузка на крыло: 216 кг/м²
- Тяговооружённость: 380 Вт/кг

### Вооружение
- Пушечное:
- 3 × 20 мм пушки ШВАК, по 200 выстрелов на каждую или
- 1 × 37 мм пушка Ш-37, 40 выстрелов и
- 2 × 20 мм пушки ШВАК, по 200 выстрелов на каждую
- Бомбовая нагрузка: 4 × 100 кг бомбы или
- Ракеты: 8 × неуправляемые ракеты РС-82